# Cmentarz żydowski w Czerniowcach
Cmentarz żydowski w Czerniowcach (ukr. Єврейське кладовище у Чернівцях) – cmentarz społeczności żydowskiej położony przy ul. Zielonej w Czerniowcach. Został założony w 1866 roku, zajmuje 14 ha, a na jego obszarze powstało ok. 50 tys. mogił. Przy głównym wejściu zachował się murowany dom przedpogrzebowy. Na terenie nekropolii znajdują się cztery groby masowe: żydowskich żołnierzy poległych w trakcie I wojny światowej, żołnierzy muzułmańskich z armii austriackiej, rumuńskich mieszkańców miasta zabitych w latach 1941-1942 oraz 900 Żydów zamordowanych w 1941 roku.